# Abraxas croceolineata
Abraxas croceolineata là một loài bướm đêm trong họ Geometridae.